# Вил Ферел
Џон Вилијам Ферел (енгл. John William Ferrell; Ервајн, 16. јул 1967) амерички је глумац, комичар, имитатор, продуцент и сценариста.
Прославио се 1990-их као члан екипе Ен-Би-Си-јеве скеч-комедије Saturday Night Live. Такође је познат по улогама у многобројним америчким комедијама, међу којима су Стара школа (2003), Вилењак (2003), Спикер (2004), Рики Боби: Легенда брзине (2006), Више од маште (2006), Ледом до славе (2007), Луда браћа (2008), Резервни играчи (2010) и Спикер 2: Легенда се наставља (2013).
Један је од чланова групе познате под називом Frat Pack, која окупља водеће холивудске комичаре који су се заједно појавили у великом броју филмова крајем 1990-их и почетком 2000-их (Џек Блек, Бен Стилер, Стив Карел, Винс Вон и браћа Овен и Лук Вилсон).